# Verkehrs-Gemeinschaft Landkreis Freudenstadt
Die vgf Verkehrs-Gemeinschaft Landkreis Freudenstadt GmbH ist ein im Jahre 2001 gegründeter Unternehmensverbund im baden-württembergischen Landkreis Freudenstadt, um dort für einen einheitlichen ÖPNV-Tarif zu sorgen. Gesellschafter der Verbundgesellschaft sind ausschließlich die im Landkreis tätigen Verkehrsunternehmen. Die Verkehrsmittel des SPNV (Schienen-Personen-Nahverkehr) sind in diesen einheitlichen Tarif mit eingeschlossen.
Der Tarifverbund hat tarifliche Überlappungsbereiche zu den benachbarten Verkehrsverbünden KVV, naldo und move.
Der Verbund gehört zum Geltungsbereich des Metropoltickets Stuttgart.
Die VGF ist auch Teilnehmer des Programms KONUS. KONUS steht für die KOstenlose NUtzung des öffentlichen Nahverkehrs für übernachtende Urlauber im Schwarzwald. Mit der Konus-Gästekarte können die Schwarzwald-Urlauber ihr Ausflugsziel, beispielsweise den Startpunkt für die Wanderung oder die Skitour, gratis ansteuern. Finanziert wird diese Gästekarte über eine pauschale Abgabe von 30 Cent pro Übernachtung.

## Verkehrsbetriebe in der VGF
- DB Regio AG
- Albtal-Verkehrs-Gesellschaft, Karlsruhe
- Hohenzollerische Landesbahn AG
- Regionalbusverkehr Südwest GmbH (SüdwestBus)
- Südbadenbus GmbH
- POG Private Omnibus-Unternehmer GmbH
- Rübenacker-Reisen Omnibusverkehr GmbH & Co.
- Omnibusverkehr Kornelius Vögele
- Schweizer Reisen Verkehr & Touristik GmbH
- Katz GmbH & Co. KG
- Klumpp GmbH & Co. Omnibusverkehr
- Omnibusverkehr Freudenstadt GmbH
- Wolpert Autoverkehr
- BVN Busverkehr Nordschwarzwald GmbH
- Weiss & Nesch GmbH

## Städte und Gemeinden in der VGF (Auswahl)
- Alpirsbach
- Baiersbronn
- Dornstetten
- Freudenstadt
- Pfalzgrafenweiler

## Weblink
- Offizielle Seite der VGF